# Pulicat (Paliacate)
Pulicat (Pazhaverkadu) (Tamil:பழவேற்காடு) es un pueblo costero histórico en el Norte de Chennai en Distrito de Thiruvallur del Estado de Tamil Nadu, en el Sur de la India. Está aproximadamente a 60 kilómetros al norte de Chennai y a 3 kilómetros de Elavur, en la isla barrera de Sriharikota, que separa el lago Pulicat de la Bahía de Bengala. El lago Pulicat es una laguna profunda de agua salada que se extiende por 60 kilómetros a lo largo de la costa. Con el desarrollo inmobiliario de la orilla del lago, así como las numerosas zonas económicas especiales, entre ellas una zona económica especial médica de 1000 millones de dólares que pronto estará lista en Elavur, los precios inmobiliarios se están elevando.

## Historia

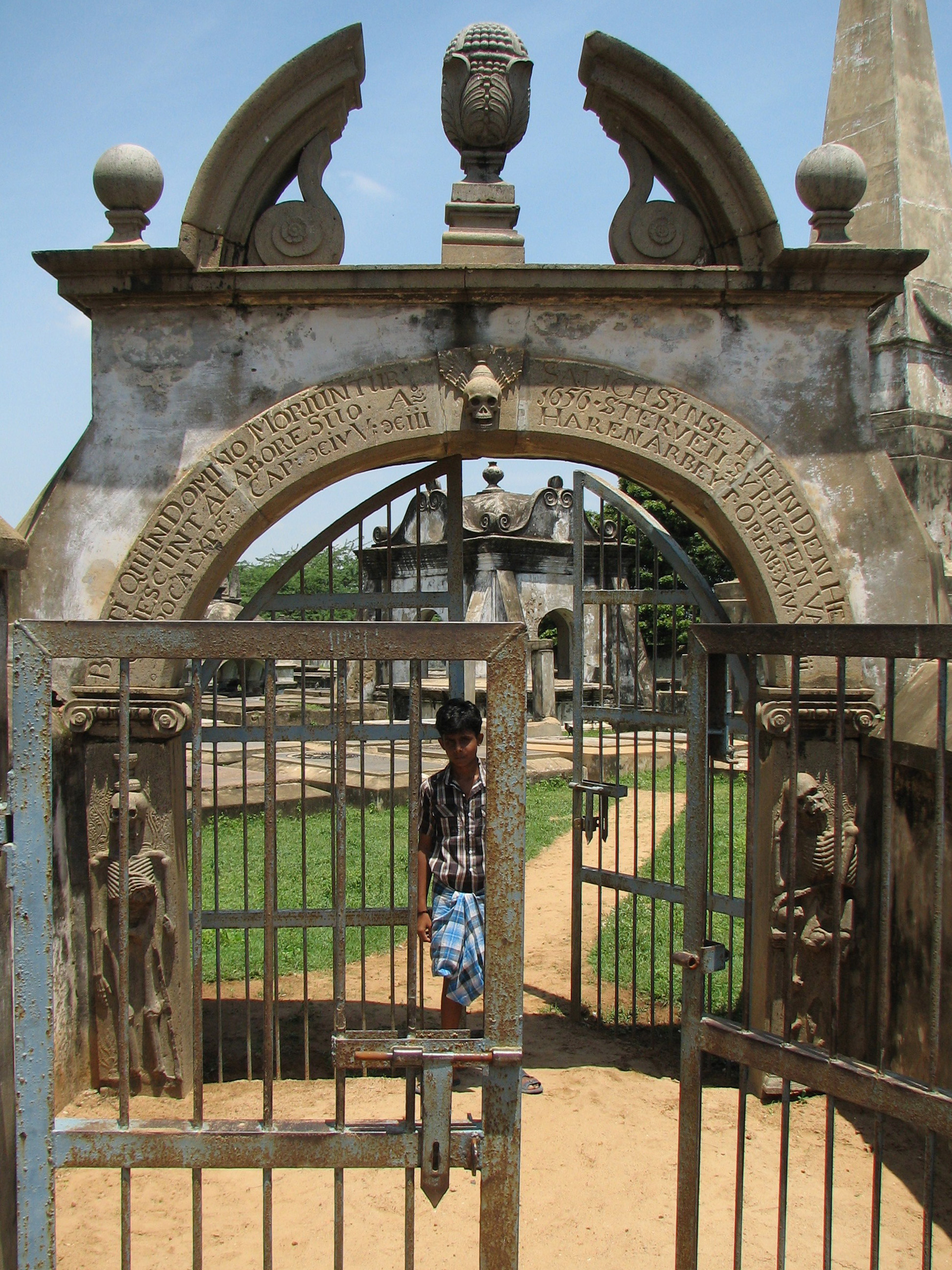
Entrada al antiguo cementerio Holandés de Pulicat.

Los portugueses establecieron una factoría comercial en Pulicat en 1502 con la ayuda del los gobernantes de Vijayanagar. Construyeron un fuerte y lo poseyeron hasta 1609 cuando los holandeses los vencieron. Ellos ocuparon Pulicat en 1609. Entre 1621 y 1665, 131 barcos de esclavos fueron enviados por los holandeses para exportar a 38 441 indios capturados en la costa de Coromandel y transportados desde Pulicat para venderlos como esclavos en las plantaciones holandesas en Batavia. Hasta 1690 Pulicat era la capital de la Coromandel holandesa. Cambió de manos constantemente, hasta quedar finalmente ocupada por los británicos en 1825. Se volvió parte de la Provincia de Madras, que más tarde se convirtió en el estado de Madras en la India independiente y posteriormente renombrado como Tamil Nadu en 1968. La iglesia holandesa se ha construido muchas veces y está bastante derruida actualmente, el fuerte holandés ahora está en ruinas. El faro antiguo aún está en pie en el banco contrario al lago. El cementerio, que data de 1622, está a cargo del Servicio de Arqueología de India y ha sobrevivido el paso del tiempo. Las grandes tumbas y mausoleos holandeses, tallados con esqueletos en vez de cruces se han preservado bastante bien. El cementerio está justo detrás del mercado y los visitantes generalmente no saben que está ahí. Miles de turistas arriban al lugar, renombrado por su historia y belleza natural. El Pulicat moderno es un modelo de unión religiosa. Cada año en el mes de abril, la gente de Pulicat, independientemente de su religión, celebra el Kottaikuppam Madha Thiruvizha (Kottai significa fuerte y Kuppam significa el grupo de personas vive, Madha Thiruvizha significa Festival para la señorita María).

## Fauna
Pulicat está en el Santuario de Aves del Lago Pulicat. Cada año, entre octubre y marzo, miles de aves migratorias llegan al lugar. Aunque se pueden apreciar muchas especies, los flamencos son los más notorios, cubriendo los pantanos que rodean al lago, dándole un color rosado.
- Datos: Q2117793
- Multimedia: Pulicat / Q2117793